# Bonneville (Somme)
 Bonneville  es una población y comuna francesa, en la región de Picardía, departamento de Somme, en el distrito de Amiens y cantón de Domart-en-Ponthieu.

## Demografía
| 337 | 381 | 346 | 352 | 356 | 348 | 352 |
| Para los censos de 1962 a 1999 la población legal corresponde a la población sin duplicidades (Fuente: INSEE [Consultar]) |     |     |     |     |     |     |